# Джилл Байден
Джилл Трейсі Джейкобс, у шлюбі Байден (англ. Jill Tracy Biden; нар. 3 червня 1951, Гаммонтон, штат Нью-Джерсі) — американська освітянка, 46-та перша леді США з 20 січня 2021 до 20 січня 2025. Друга леді США з 2009 до 2017.
Народилася у Гаммонтоні, штат Нью-Джерсі та виросла у Віллоу-Гроув, штат Пенсільванія. У 1977 році вона одружилася зі Джо Байденом, ставши мачухою Бо і Гантера, двох його синів від першого шлюбу. З чоловіком має і спільну дочку Ешлі, 1981 року народження. Вона має ступінь бакалавра та доктора наук в Університеті штату Делавер, а також ступінь магістра в Університеті Вест-Честер та Університеті Вілланова (м. Раднор Тауншип)). Викладала англійську мову та читання у середніх школах протягом 13 років та навчала підлітків з емоційними вадами в психіатричній лікарні.
З 1993 по 2008 рік Байден була викладачкою англійської мови та письма в громадському Технічному коледжі штату Делавер (Delaware Technical Community College). З 2009 року вона стала професоркою англійської мови в Коледжі громади Північної Вірджинії та є першою в історії США дружиною віцепрезидента або президента, яка займала оплачувану роботу за час перебування чоловіка на цій посаді. За час перебування на позиції другої леді США вона була засновницею некомерційної організації Biden Breast Health Initiative, співзасновницею програми «Книга друзів», співзасновницею Фонду Байдена, активно працює в Delaware Boots on the Ground та є співзасновницею ініціативи «Об'єднуємо сили» з Мішель Обамою, спрямованої на підтримку військових сімей.
У 2021 році Джилл Байден стала першою леді США після того, як її чоловік Джо Байден посів пост президента. У віці 69 років вона стала найстаршою першою леді на момент здобуття цього статусу. Керівницею апарату першої леді стала юристка і дипломатка Джулісса Рейносо Панталеон. Джилл Байден продовжила викладання у Коледжі громади Північної Вірджинії, спочатку через Zoom, а з вересня 2021 вживу; це зробило її першою в американській історії дружиною президента, що має оплачувану роботу поза своїми обов'язками першої леді. Ініціатива «Об'єднуємо сили» з Мішель Обамою, яка була поставлена на паузу у період президентства Дональда Трампа, була відновлена після того, як Джилл Байден стала першою леді.

## Раннє життя
Джил Трейсі Джейкобс народилася 3 червня 1951 року в місті Гаммонтон, штат Нью-Джерсі. У дитинстві вона жила в Гатборо, штат Пенсільванія, до переїзду до Віллоу-Гаув, штат Пенсільванія, північне передмістя Філадельфії. Вона є старшою з п'яти сестер.
Її батько, Дональд Карл Джейкобс (1927—1999), був банківським касиром і сигнальником ВМС США під час Другої світової війни, відвідав бізнес-школу і став керівником ощадно-позикової установи в районі Честнат-Гілл у Філадельфії. Спочатку його прізвище було Джакоппо, до того, як її дідусь, який походив із села Гессо на Сицилії, змінив його після в'їзду в США. Її мати, Бонні Джин (до шлюбу Годфрі) Джейкобс (1930—2008), була домогосподаркою, вона мала англійське та шотландське походження.
Її батьки називали себе «агностичними реалістами» і не відвідували церкви, але вона часто відвідувала недільні служби у пресвітеріанській церкві разом зі своєю бабусею.

## Біографія
Джилл Трейсі Джейкобс народилася у місті Гаммонтон, штат Нью-Джерсі. Більшу частину дитинства провела у Віллов-Гров, північному передмісті Філадельфії. У родині вона старша з п'яти сестер. Її батько Дональд Карл Джейкобс (1927—1999) був касиром банку. Під час Другої світової війни служив сигнальником ВМС США. На підставі закону 1944 року (англ. G.I. Bill), який надавав низку пільг для ветеранів війни, він закінчив школу бізнесу та очолив ощадно-позичкову установу в районі Честнат-Гілл у Філадельфії. Спочатку прізвище його італійської родини було Джакоппо (італ. Giacoppo), до того часу як дідусь Джилл, який походив з Сицилії, не змінив його на американізоване звучання Джейкобс. Мати Джилл, Бонні Джин (Годфрі) Джейкобс (1930—2008), мала англійське та шотландське походження та була домогосподаркою.
Сім'я Джейкобс була не надто релігійною, але в дев'ятому класі Джилл Джейкобс брала уроки, щоби приєднатися до Пресвітеріанської церкви.

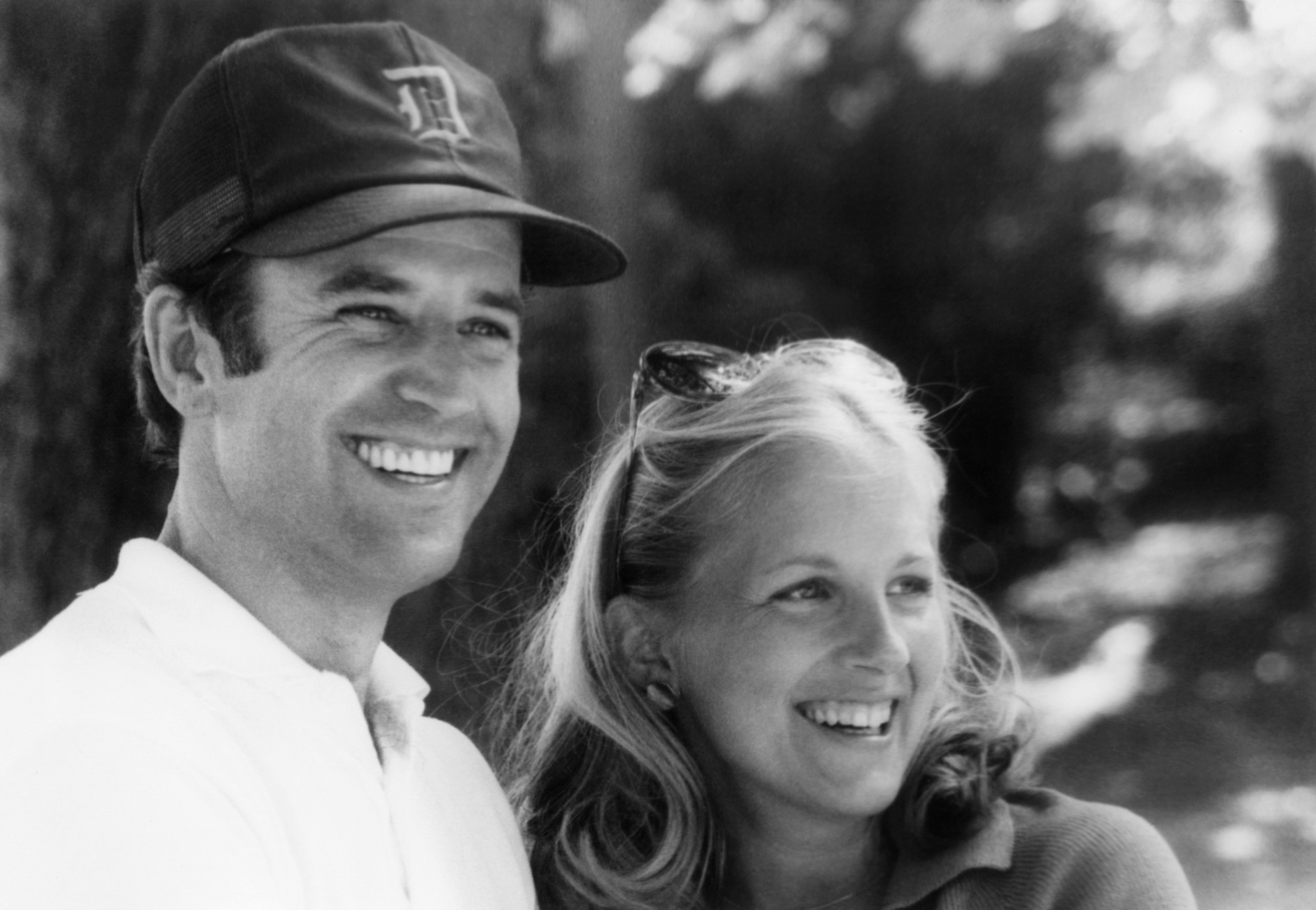
З Джо Байденом незадовго після знайомства

Джейкобс завжди хотіла мати власну кар'єру. У 15 років влаштувалася офіціанткою. Навчалася у середній школі Морленд. Школу закінчила в 1969 році. 17 червня 1977 року одружилася із Джо Байденом у Нью-Йорку, ставши мачухою Бо і Гантера, двох його синів від першого шлюбу з Нейлією Гантер. Байден на той час обіймав посаду сенатора США. В шлюбі народила доньку Ешлі (1981).
У 1987 році Джейкобс закінчила університет Вілланова зі ступенем магістра англійської мови. Викладала англійську мову та читання у школах протягом 13 років, а також викладала підліткам з особливими потребами у психіатричній лікарні. З 1993 по 2008 рік викладала англійську мову та письмо у Делаверському технічному громадському коледжі (Delaware Technical Community College).

### Друга леді США (2009—2017)

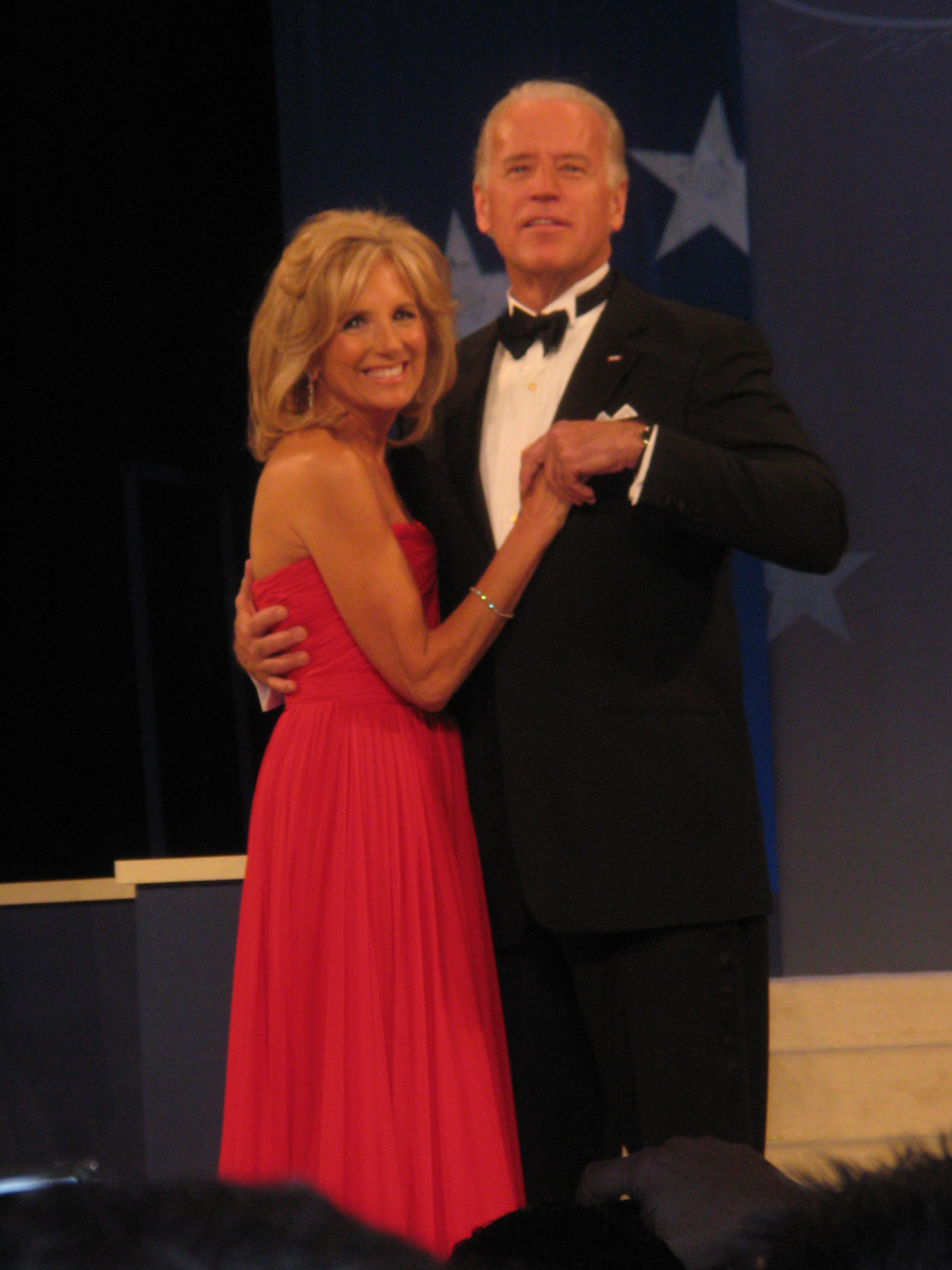
Джилл Байден з чоловіком танцює на балу на честь інавгурації Барака Обами 20 січня 2009

4 листопада 2008 року демократи Барак Обама та Джо Байден здобули перемогу над республіканцями Джоном Маккейном та Сарою Пейлін на виборах. 20 січня 2009 року Джо Байден обійняв пост віцепрезидента, і Джилл Байден стала Другою леді США.
Попри переїзд до резиденції віцепрезидента у Вашингтон як Друга леді, Джилл Байден мала намір продовжити викладання в одному з коледжів столиці. У січні 2009-го вона почала викладати англійські курси в Північному коледжі Вірджинії, другому за розміром коледжі країни. Байден стала першою Другою леді, що працювала під час перебування чоловіка на посаді.
Пізніше вона планувала помагати місцевим коледжам на громадських засадах та консультувати адміністрацію Обами з питань освіти. Під час оголошень Білого дому, Другу леді представляли як «доктор Джилл Байден».
Кетрін Рассел, минула радниця Сенату США з міжнародних відносин, була призначена Джейкобс-Байден другою помічницею. Кортні О'Доннер затверджена директоркою зі зв'язків з громадськістю, а Кірстен Ваут помічницею О'Доннер. У червні 2009 року коледж Кінґборо в Брукліні, Нью-Йорк присудив Джилл Джейкобс-Байден ступінь доктора гуманітарних наук. У січні 2010 року вона виголосила промову в Делаверському університеті.
В серпні 2010-го Джейкобс з'явилася в епізоді драми «Армійські дружини», використовуючи це в кампанії чоловіка як частину програми допомоги родинам військовослужбовців.
20 січня 2017 року склала обов'язки Другої леді та передала їх своїй наступниці Карен Пенс.

## Байден та Україна

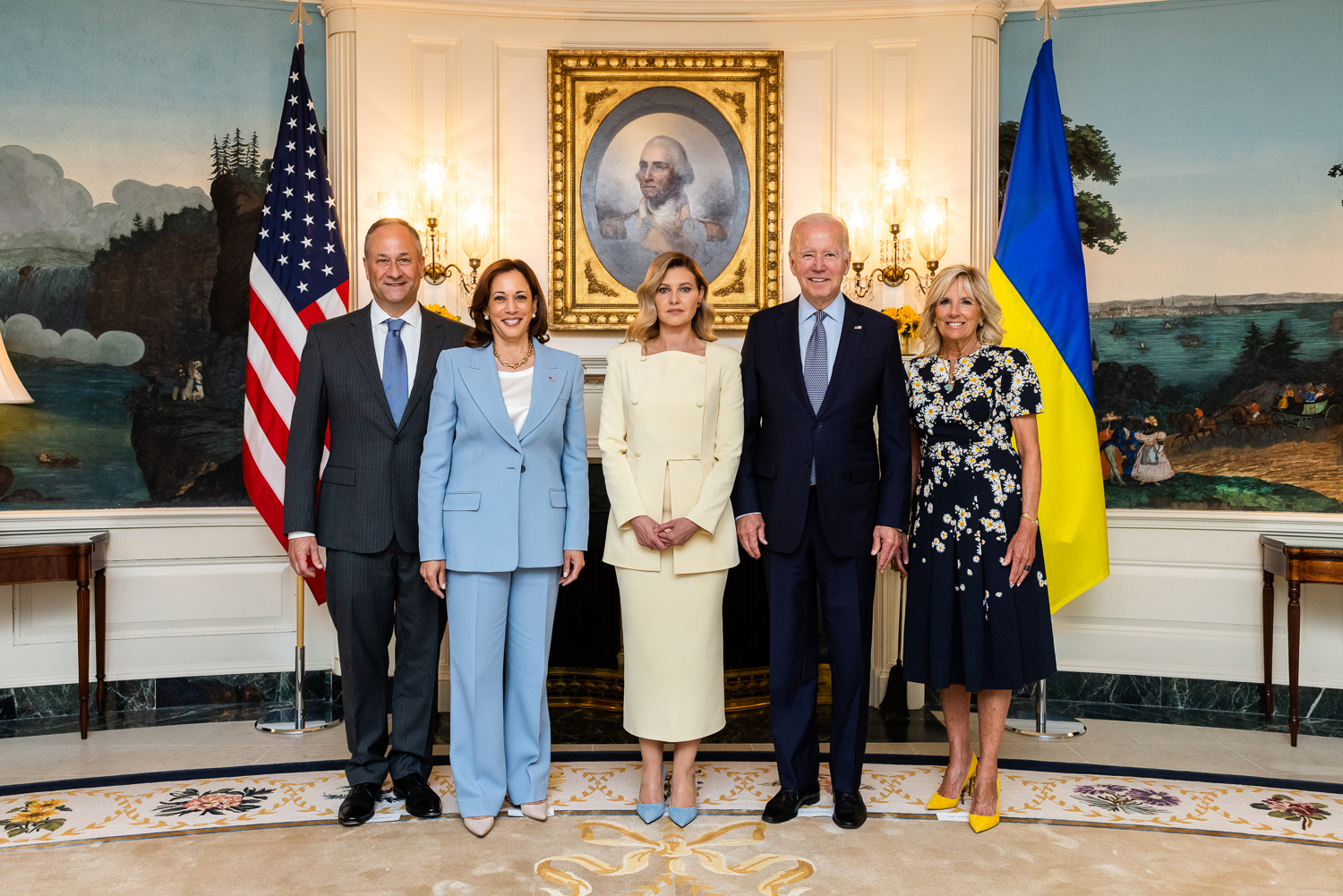
Зустріч Джилл Байден з Оленою Зеленською 18 липня 2022

Під час повномасштабної війни в України відвідує та підтримує Україну.

## Президентські вибори 2020 року
Джо Байден переміг у напружених президентських виборах 2020 року: він успішно здобув номінацію від Демократичної партії та був ключовим опонентом президента Дональда Трампа на загальних президентських виборах у листопаді 2020 року. Джилл Джейкобс брала активну участь у кампанії чоловіка: наприклад, була залучена в процес вибору кандидата у віцепрезиденти від Демократичної партії разом із кандидатом у президенти Джо Байденом (зрештою було обрано сенаторку Камалу Гарріс). Завдяки перемозі Байдена на загальних виборах у листопаді Джилл Джейкобс стала Першою леді США 20 січня 2021 року, коли її чоловік офіційно вступив на посаду президента США, ставши першою із часу Барбари Буш людиною, котра обіймала посади Другої леді та Першої леді, і першою в історії США Першою леді італійського походження.